# Thalamorrhyncha
Thalamorrhyncha is een geslacht van vlinders van de familie snuitmotten (Pyralidae), uit de onderfamilie Galleriinae.

## Soorten
- T. albifascialis Hampson, 1917
- T. cramboides Inoue, 1996
- T. hebita Whalley, 1964
- T. isoneura Meyrick, 1933
- T. lutea Whalley, 1964
- T. nigrisparsalis Hampson, 1903